# Patrick Onwenu
Patrick Nnaemeka Onwenu (Detroit, Míchigan, Estados Unidos, 24 de noviembre de 1994) es un jugador de baloncesto profesional estadounidense con pasaporte nigeriano que juega en la posición de ala-pívot y actualmente se encuentra sin equipo. 

## Carrera deportiva
Onwenu se inició en la práctica del baloncesto a los 14 años enrolándose en el equipo de su instituto, el Southfield High School (Míchigan), donde jugaría de 2007 a 2011. A continuación, emprendió su etapa en la liga universitaria estadounidense de la NCAA:  Texas Southern Tigers (2011-2012), Highland Community College (2012-2013), Detroit Titans (2013-2015) y Alcorn State Braves (2015-2016).
En la campaña 2016-2017, tras dar por finalizado su ciclo universitario, Onwenu desembarcó en el baloncesto europeo al fichar por el Team Fog Naestved danés. En 2017-2018 se enroló primero en el Flyyingen noruego y después en el MBK ŽU Žilina eslovaco. En julio de 2018 fue fichado por los Titanes del Distrito Nacional de la Liga Nacional de Baloncesto de República Dominicana, donde sólo jugó 5 partidos.
En enero de 2019 el jugador firma por lo que resta de temporada con el Albacete Basket para jugar en Liga LEB Plata, en 18 partidos promedió 12,8 puntos, 5,2 rebotes y 0,9 asistencias en 24,3 minutos de juego.
En agosto de 2019, el ala-pívot se compromete con el HLA Alicante para disputar la Liga LEB Oro en la temporada 2019-20. En las filas del conjunto alicantino promedió 7,2 puntos, 2,2 rebotes en los casi 16 minutos que disputaba por encuentro.
El 15 de enero de 2021, firma por el Levitec Huesca de la Liga LEB Oro. Un mes después, El 25 de febrero de 2021, deciden separar sus caminos.